# Vértigo (compañía de danza)
Vértigo (en hebreo : להקת המחול ורטיגו) es una compañía de danza contemporánea israelí, fue establecida por Noa Wertheim y Adi Shaal en Jerusalén en 1992.

## Historia
La primera actuación de la compañía fue un dúo con Wertheim y Shaal llamado "Vertigo". Tras las actuaciones del grupo en varios festivales en Israel y alrededor del Mundo, Vértigo ha recibido reconocimiento, críticas positivas, y varios premios de profesionales y de la audiencia internacional y local. El grupo presenta principalmente obras de Wertheim, pero también muestra piezas de coreógrafos independientes de dentro y fuera de la compañía. Sus estudios están en el Centro Gerard Behar de Jerusalén y en el Kibutz Netiv Halamed-Heh, donde fue establecido un poblado ecológico artístico en 2007. Vértigo principalmente se concentra en la danza moderna, el contacto, la improvisación y la técnica del ballet clásico. La compañía está financiada por el ayuntamiento de Jerusalén y por la división de danza moderna del Ministerio de Cultura y Deportes israelí. Los fundadores de la compañía "Vértigo", Wertheim y Shaal sirven como director jefe y director artístico. Wertheim nació en el año 1965 en los Estados Unidos . En el año 1990, Noa se graduó en la Academia Rubin de música y danza de Jerusalén, mientras estudiaba en la academia, fue miembro del grupo de danza moderna "Tamar", donde conoció a Shaal. La experiencia de Adi Shaal en el mundo de la danza moderna, incluye haber sido miembro del conjunto Batsheva Ensemble y del taller de danza del Kibutz. Wertheim y Shaal más adelante contrajeron matrimonio y tuvieron tres hijos.